# ピーター・ヴィンダール・イェンセン
ピーター・ヴィンダール・イェンセン（Peter Vindahl Jensen, 1998年2月16日 - ）は、デンマーク・デンマーク首都地域ヘルシンゲル出身のサッカー選手。ACスパルタ・プラハ所属。ポジションはGK。

## クラブ経歴
リンビーBKのユースアカデミーを経て、2015年にFCノアシェランと契約。2015-16シーズンにトップチームに昇格。以降第2GKとしての日々を送り、2018年12月6日の国内カップ戦デンマーク・カップのヴェンシュセルFF戦でプロデビュー。2019年3月30日のFCミッティラン戦でデンマーク・スーペルリーガ初出場。2018-19シーズンは6試合に出場。2020-21シーズンより先発GKに昇格し、リーグ戦31試合に出場した。
2021年8月16日、AZアルクマールと4年契約を締結したことが発表された。

## 代表経歴
2016年から2021にかけて、ユース世代のデンマーク代表に招集。UEFA U-21欧州選手権には2019年と2021年と2大会連続で出場した。